# Tour de France 2017/20. Etappe
Die 20. Etappe der Tour de France 2017 fand am 22. Juli 2017 statt. Das Einzelzeitfahren in Marseille mit Start und Ziel im Stade Vélodrome führte über 22,5 Kilometer. Die Strecke war bis auf eine 1,2 Kilometer lange und 9,5 Prozent steile Steigung zur Kirche Notre-Dame de la Garde komplett flach. Punkte für die Bergwertung wurden am Anstieg nicht vergeben.
Etappensieger wurde Maciej Bodnar mit einer Sekunde Vorsprung vor Michał Kwiatkowski, der bei beiden Zwischenzeiten noch vorne lag. Chris Froome verteidigte als Tagesdritter mit sechs Sekunden Rückstand sein Gelbes Trikot. Rigoberto Urán wurde Etappenachter mit 31 Sekunden Rückstand und übernahm den zweiten Rang in der Gesamtwertung von Romain Bardet, der als 52. des Zeitfahrens 2:03 Minuten verlor.

## Punktewertung
| Einzelzeitfahren in Marseille nach 22,5 km auf 11 m |                        |                          |         |
| 1.                                                  | Polen                  | Maciej Bodnar (BOH)      | 20 Pkt. |
| 2.                                                  | Polen                  | Michał Kwiatkowski (SKY) | 17 Pkt. |
| 3.                                                  | Vereinigtes Konigreich | Chris Froome (SKY)       | 15 Pkt. |
| 4.                                                  | Deutschland            | Tony Martin (KAT)        | 13 Pkt. |
| 5.                                                  | Sudafrika              | Daryl Impey (ORS)        | 11 Pkt. |
| 6.                                                  | Spanien                | Alberto Contador (TFS)   | 10 Pkt. |
| 7.                                                  | Deutschland            | Nikias Arndt (SUN)       | 9 Pkt.  |
| 8.                                                  | Kolumbien              | Rigoberto Urán (CDT)     | 8 Pkt.  |
| 9.                                                  | Schweiz                | Stefan Küng (BMC)        | 7 Pkt.  |
| 10.                                                 | Frankreich             | Sylvain Chavanel (DEN)   | 6 Pkt.  |
| 11.                                                 | Neuseeland             | Jack Bauer (QST)         | 5 Pkt.  |
| 12.                                                 | Deutschland            | Jasha Sütterlin (MOV)    | 4 Pkt.  |
| 13.                                                 | Deutschland            | Nils Politt (KAT)        | 3 Pkt.  |
| 14.                                                 | Slowenien              | Primož Roglič (TLJ)      | 2 Pkt.  |
| 15.                                                 | Spanien                | Mikel Landa (SKY)        | 1 Pkt.  |